# Złotów
Złotów is een stad in het Poolse woiwodschap Groot-Polen, gelegen in de powiat Złotowski. De oppervlakte bedraagt 11,58 km², het inwonertal 18.430 (2005).

## Verkeer en vervoer
- Station Złotów

## Geboren
- Agnieszka Bednarek (1986), volleybalster